# سیارک ۱۹۸۵۹۲
سیارک ۱۹۸۵۹۲ (به انگلیسی: 198592 Antbernal، نامگذاری:2005AK) صد و نود و هشت هزار و پانصد و نود و دومین سیارک کشف شده‌است که در ۳ ژانویه ۲۰۰۵ کشف شد.